# Александренко, Глеб Васильевич
Глеб Васильевич Александренко (1898—1963) — советский учёный-правовед, доктор юридических наук, профессор.

## Биография
Родился 19 (31) декабря 1898 года в Санкт-Петербурге в семье юриста В. Н. Александренко.
В 1925 году окончил юридический факультет Харьковского института народного хозяйства, где был оставлен для преподавания. Затем преподавал в Одессе и снова в Харькове. В 1939—1941 годах был старшим преподавателем, а затем заместителем декана юридического факультета Киевского университета. Также был профессором Украинского филиала Всесоюзного юридического заочного института. В 1941 году был арестован и сослан в Красноярский край.
В 1956 году вернулся в Киевский университет. С 1957 года занимал должность старшего научного сотрудника Института государства и права АН УССР.
Умер 22 января 1963 года.